# ポレ
ポレ (ドイツ語: Polle) は、ドイツ連邦共和国ニーダーザクセン州ホルツミンデン郡に属すフレッケン（フレッケンとは、古くから市場開催権など一定の特権を認められていた町を指す。以下、本項では便宜上「町」と記述する）で、ザムトゲマインデ・ボーデンヴェルダー＝ポレを構成する自治体の一つである。

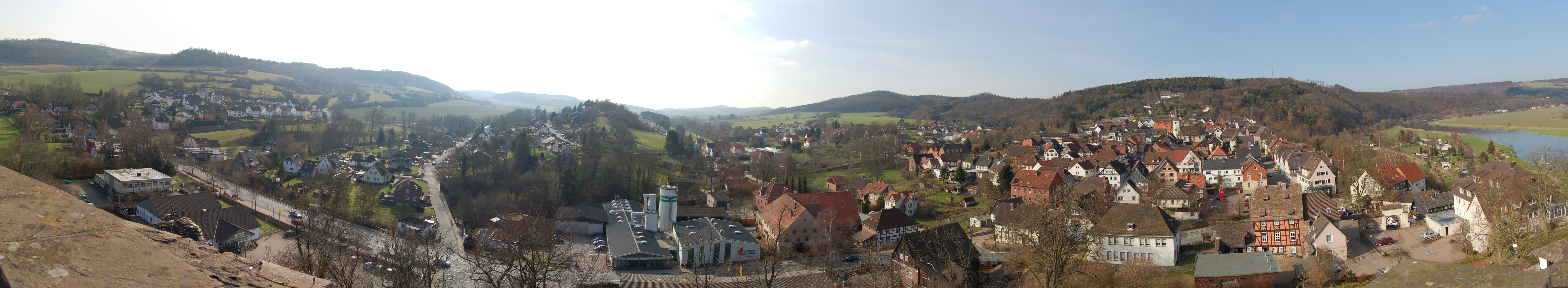
ポレのパノラマ

## 地理
この町はヴェーザーベルクラント中央部のヴェーザー川沿いに位置する。この町は、北はファールブルーフおよびブレフェルデ、東はベーヴェルン、南はハインゼンと境を接する。南西と南は町境が同時にノルトライン＝ヴェストファーレン州との州境にもなっており、これを挟んでヘクスター（ヘクスター郡）およびリュトゲ（リッペ郡）と隣り合う。

## 歴史
ポレの最初の文献記録は1285年のものである。1649年に製紙工場が造られた。

### 第二次世界大戦
第二次世界大戦中、ポレはしばしば攻撃を受けた。この町はパウル・ゲルビヒ少佐が率いるゲルビヒ戦闘部隊の守備地域であり、様々な装備を備えていた。約1,000人の兵士（武装親衛隊 2個中隊、国防軍 4個中隊）、VI号戦車ティーガーII 3両（国防軍第507機甲隊）は、橋頭堡としてポレやファルケンハーゲンの陣地に配備されていた。1945年4月6日、住民は周辺の森に逃げ込んだ。4月7日にブレフェルトから移動したアメリカ軍第83歩兵師団 第331歩兵連隊の戦闘部隊が攻撃を開始したが、侵攻は足止めされ、大きな犠牲を払った。ケーターベルク、ヴィルムレーダー・ベルクや戦闘爆撃機からのほとんど休みない砲撃がドイツ軍を平定した。4月8日に城の西翼と北翼に砲弾が命中し、破壊された。この他に新旧役場の下に建つ33軒の家屋が炎上した。ティーガー戦車は弾薬と燃料が不足したため、1両が帝国道83号線に放棄された。侵攻してきたアメリカ軍は、対戦車砲射撃によりM4シャーマン型戦車 2両を失ったものの、1軒ずつ占領を成功させていった。渡し船は爆破されていたため、ドイツ軍は筏でヴェーザー川を渡り退却した。この戦闘でポレでは14人のドイツ兵、68人のアメリカ兵、数人の市民が亡くなった。

### 事故
1988年10月18日に、ポレから数百メートルしか離れていない森の中にイギリス空軍のファントム戦闘機が墜落した。

## 文化と見所

### 城趾
「ポレのエーファーシュタイン城」（ポレ城とも呼ばれる）の城趾は、ポレ背後の高さ約 25 m の円錐形の山頂に建つ印象深い城趾で、すぐ東の麓をヴェーザー川蛇行部が流れている（北緯51度53分54秒 東経09度24分26秒 / 北緯51.89833度 東経9.40722度）。この城は1285年に「Eversteiner Burg」として文献に記録されており、エーファーシュタイン伯の主城として用いられている。三十年戦争中、1641年にスウェーデン軍によって破壊され、城趾だけが遺された。
1984年に大規模な修復が行われた城は現在、ヴェーザー渓谷の顕著な城趾である。城趾は、事実上環状壁のみのフォアブルク（前砦）と約 20 m の高の登ることができる円筒形のベルクフリート（主塔）ともつハウプトブルク（本砦）からなる。ここには環状壁の跡だけでなく、例えば楼門や居館の壁跡など、多くの建物の痕跡が遺っている。ポレ城の城趾は見学することができるよう整備されている。城の広場では、年に何度も文化イベントが開催されている。2007年から2009年9月まで、発掘作業がなされていた。
- ポレ城の主塔
- ポレ城。手前はヴェーザー川と渡し船
- ポレ城から見下ろすヴェーザー川蛇行部
- ポレ城の主塔から見下ろすポレの町並み

### 文化

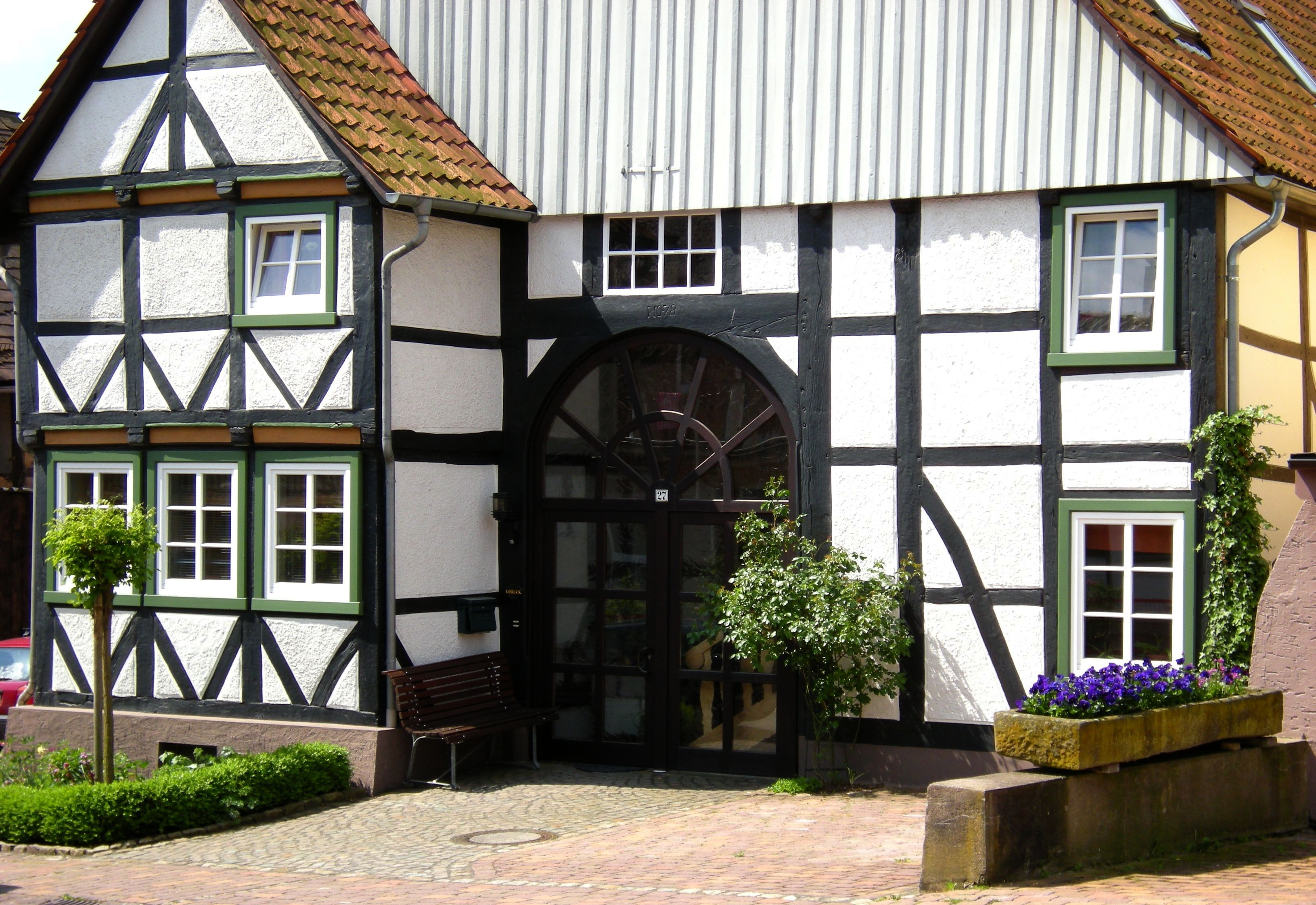
ポレの町内に遺る木組みの家

ポレは、ドイツ・メルヘン街道の一部をなし、『シンデレラ』の故郷であるとされており、町のアマチュア劇団によって城趾で定期的にその芝居が上演されている。この他に1-2年ごとにミュンヒハウゼン男爵とポーレの女性ベルンハルディーネ・フォン・ブリュンとの結婚式がボーデンヴェルダーとポレとで再現されている。このプロジェクトは、ドイツ・メルヘンラントシャフトの一環として、EUの経済的な援助を受けて開催されている。
近年は、ポレのカボチャ市で、全国的に有名になっている。

## 経済と社会資本
ポレは、州内で有名な保養地である。
1901年 Spedition Bohmhauer GmbH（運送業者）がポレに創設された。1916年から1947年まで、町の南部に Norddeutschen Hütte AG の採石場があり、石灰石が採掘されていた。1935年運送業の Wilke Transporte が創業した。1966年に ポレ国民銀行 eGmbH とホルツミンデン国民銀行 eGmbH とが合併し、1970年からヴェーザーベルクラント国民銀行という名称になった。1983年、L & M Palettenfabrikation OHG がヴィルヘルム・リューダースによって創設されたが、後にファールブルーフに移転した。1986年、Kreuder Golfplatz und Sportstätten GmbH が創設された。
連邦道B83号線がポレとホルツミンデンおよびボーデンヴェルダーとを結んでいる。

## 引用
1. ↑  Landesamt für Statistik Niedersachsen, LSN-Online Regionaldatenbank, Tabelle A100001G: Fortschreibung des Bevölkerungsstandes, Stand 31. Dezember 2023
2. ↑  http://www.weserbergland-tourismus.de/entdeckertipps/maerchen-sagen/aschenputtel/index.php
3. ↑  Hochzeit symbolisiert die Fusion der beiden Samtgemeinden, Deister- und Weserzeitung, 2010年7月6日付